# جاك ترولوف
جاك ترولوف (بالإنجليزية: Jack Truelove)‏ هو لاعب كرة قدم بريطاني في مركز الدفاع، ولد في 27 ديسمبر 1995 في بيرنلي في المملكة المتحدة. لعب مع أولدهام أثلتيك ونادي ستاليبريدج سيلتيك ونادي هدنسفورد تاون.

## وصلات خارجية
- جاك ترولوف على موقع قاعدة بيانات كرة القدم.إي يو (الإنجليزية)
- جاك ترولوف على موقع Soccerbase.com (لاعب) (الإنجليزية)